# Marius de Zayas
Marius de Zayas Enriques i Calmet (Veracruz, Mèxic, 13 de març del 1880 - Stamford, Connecticut, Estats Units, 10 de gener de 1961) va ser un artista, escriptor, galerista i mecenes mexicà.

## Vida
Marius nasqué en el si d'una família benestant mexicana de final del segle xix. El seu pare, Rafael de Zayas, era un prominent home de lletres i advocat, propietari de dos periòdics a Veracruz; en contacte amb el món periodístic va sorgir la vocació de Marius a la il·lustració i l'escriptura. Al costat del seu germà George, s'inicià professionalment subministrant caricatures a El Diario, periòdic de la capital mexicana. No obstant això, tota la família va caure en desgràcia per la seva oposició al president mexicà Porfirio Díaz i es van veure forçats a marxar als Estats Units.

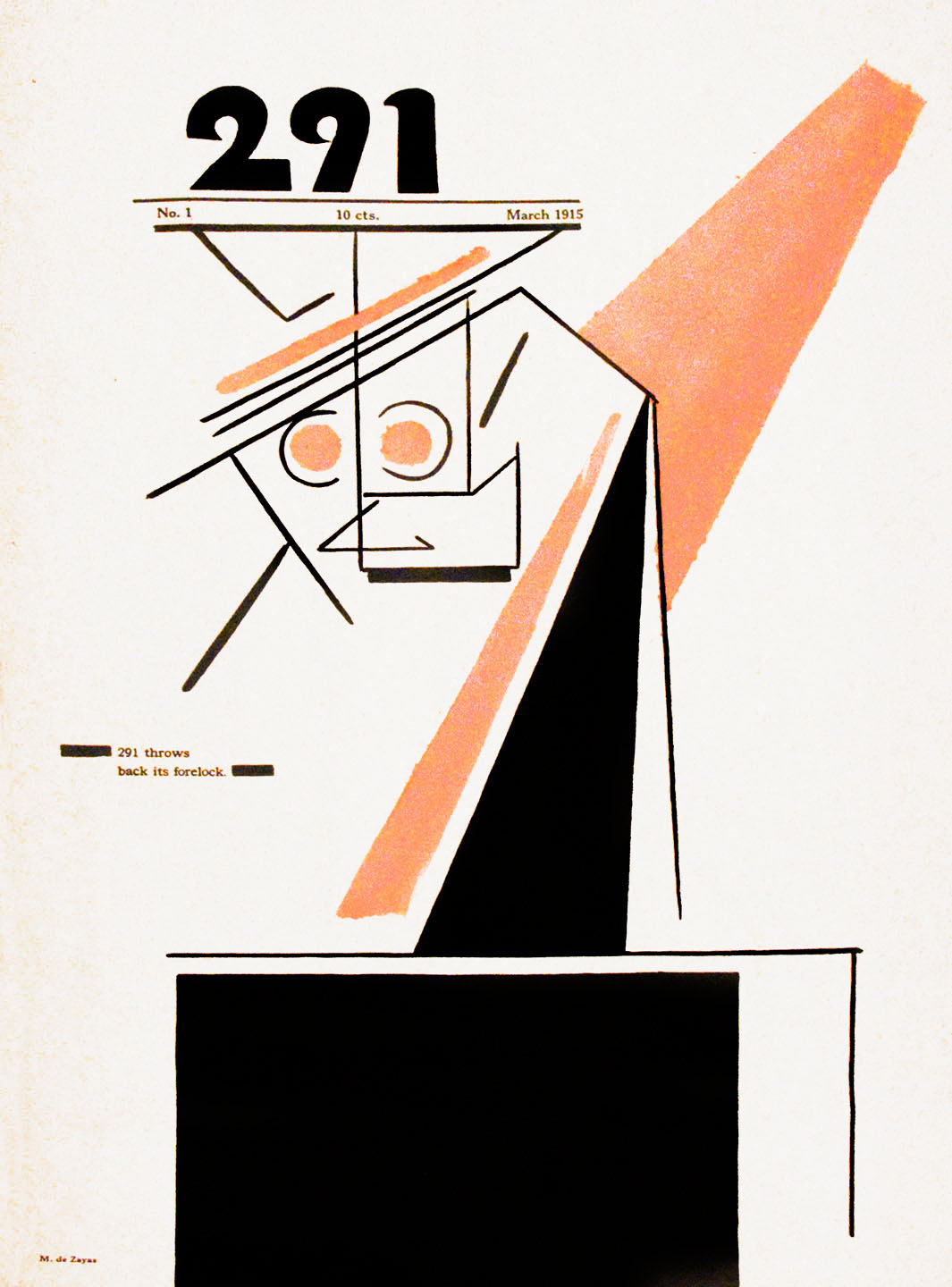
Portada de 291, Marius de Zayas, 1915.

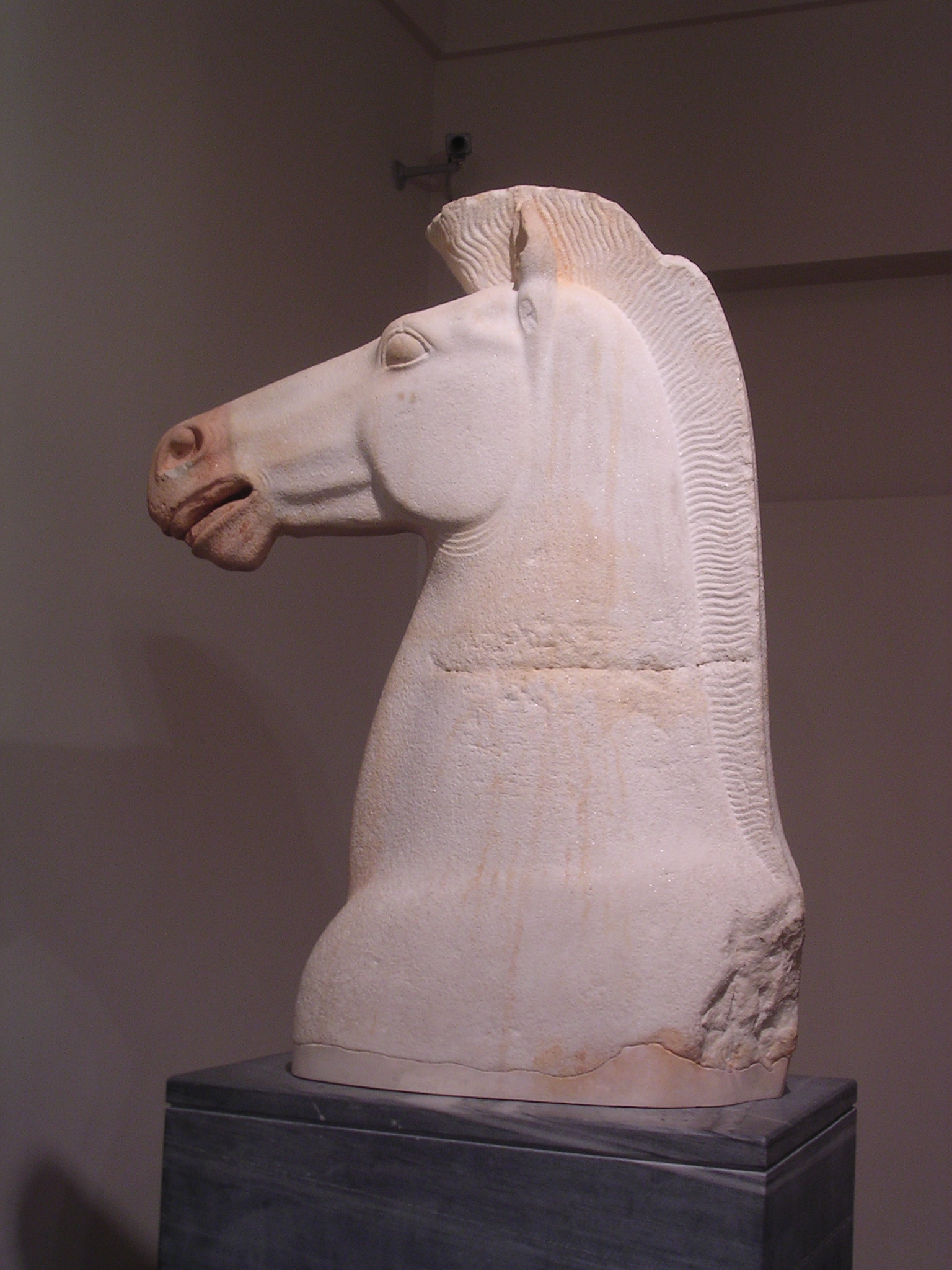
Cap de cavall, original grec del període arcaic, c. 515 a.C., una de les set escultures antigues donades per Marius de Zayas el 1943 al Museu del Prado

Establerts a Nova York, Marius començà a treballar com a caricaturista i dibuixant a la premsa de la ciutat. Allí va conèixer al destacat fotògraf Alfred Stieglitz, a la Galeria d'art del qual Marius va exposar una selecció de dibuixos en els quals retratava la societat novaiorquesa de forma irònica. El 1910 Stieglitz l'envia a París amb l'encàrrec de posar-se en contacte amb l'ambient artístic i les novetats de la llavors considerada capital cultural del món. Marius romangué a la capital francesa un any, que va aprofitar per descobrir el Cubisme i conèixer Pablo Picasso. Retornat a Nova York breument i de tornada de nou a París, es va fer amic de Francis Picabia, i a través del seu cercle, va conèixer de primera mà les avantguardes artístiques que allí es gestaven, de les quals informava puntualment la galeria d'art de Stieglitz.
De retorn una vegada més a la ciutat nord-americana després de l'esclat a Europa el 1914 de la Primera Guerra Mundial, es va dedicar primer a l'edició d'una revista que portava el mateix nom que la galeria del seu mentor, 291. Després del fracàs de la publicació, va reeixir convèncer la mecenes Agnes Ernst Meyer per obrir el 1915 una nova galeria d'art que exposés a Nova York els avanços de l'art contemporani, amb ell mateix al capdavant. La galeria, anomenada The Modern Gallery on Fifth Avenue, va exposar autors com Picasso, Braque, Picabia, André Derain o Brancusi, vistos llavors com una autèntica novetat als Estats Units. No obstant, aquest èxit va perjudicar la seva relació amb Stieglitz, que ara el veia com un seriós competidor de la seva pròpia galeria. El 1919 va canviar el nom pel de De Zayas Gallery. El 1921 va tancar la galeria i va dedicar el seu temps a viatjar per Europa, organitzant exposicions d'art i prenent notes per a una publicació sobre art contemporani que no va arribar a completar en vida. Els apunts de l'obra foren publicats després pòstumament sota el títol How, When and Why Modern Art Came to New York (Com, quan i perquè l'art modern arribà a Nova York). Es va casar a la fi de la dècada de 1930 amb Virginia Harrison, filla d'una acabalada família estatunidenca. Establert definitivament als Estats Units. després de la Segona Guerra Mundial, es va retirar a l'estat de Connecticut, on va morir el 1961.
El 1943 va realitzar una important donació al Museu del Prado de Madrid, consistent en set estàtues antigues, «com a tribut de la seva família a la Mare Pàtria». Dins de les col·leccions del Museu, les peces donades per Marius de Zayas constitueixen les peces més antigues, així com testimonis únics de cultures com l'egípcia i mesopotàmica, molt escassament representades als museus espanyols.